# Pyrenäen-Gämse
Die Pyrenäen-Gämse (Rupicapra pyrenaica) ist eine in Südeuropa lebende Paarhuferart. Sie ist eng mit der auch in Mitteleuropa vorkommenden (eigentlichen) Gämse verwandt.

## Merkmale
Pyrenäen-Gämsen erreichen eine Kopf-Rumpf-Länge von 90 bis 130 Zentimeter, wozu noch ein kurzer, 3 bis 4 Zentimeter langer Schwanz kommt. Die Schulterhöhe liegt bei rund 80 Zentimetern und das Gewicht variiert zwischen 24 und 50 Kilogramm. Das Fell ist im Sommer kurz und rötlich gefärbt (deutlicher rot als bei der Gämse), das Winterfell ist lang, dicht und dunkelbraun und weist charakteristische weiße Flecken am Nacken, an den Schultern und an den Flanken auf.
Beide Geschlechter tragen bis zu 20 Zentimeter lange Hörner, diese ragen zunächst senkrecht nach oben und biegen sich dann hakenförmig nach hinten.

## Verbreitung und Lebensraum

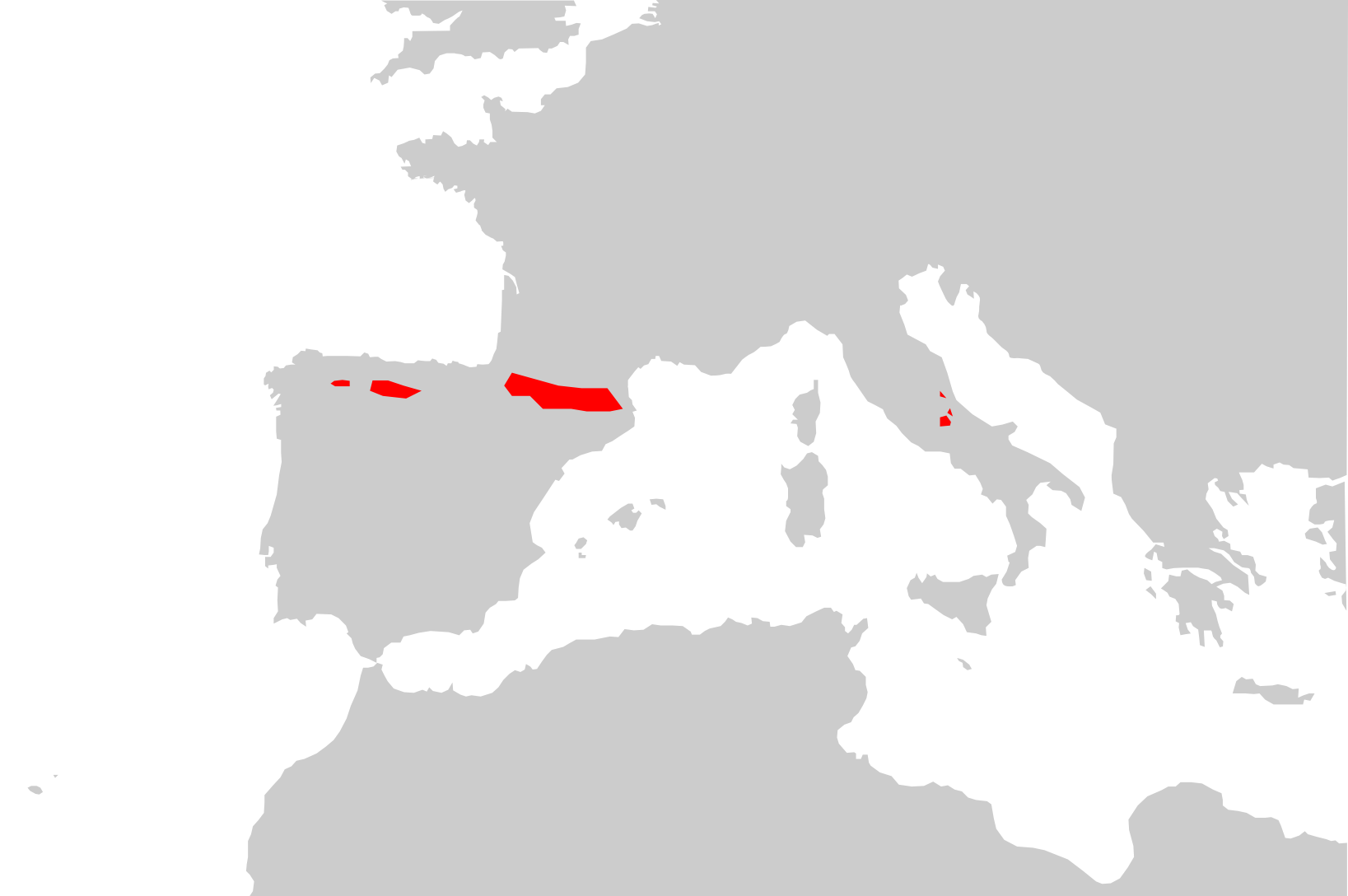
Verbreitungsgebiet der Pyrenäen-Gämse

In der Vergangenheit wurde angenommen, dass die Pyrenäen-Gämsen nicht nur in den Pyrenäen (Rupicapra pyrenaica pyrenaica), sondern auch im Kantabrischen Gebirge im nördlichen Spanien sowie im Apennin in Mittelitalien vorkommen.
Ihr Lebensraum sind Wiesen und Felsregionen im Hochgebirge. Wälder meiden sie weitgehend.

### Kantabrische Gämse
Die Bestände im Kantabrischen Gebirge werden nach neueren Untersuchungen als Kantabrische Gämse (vormals Rupicapra pyrenaica parva, jetzt Rupicapra parva) als eigene Art geführt.

### Abruzzen-Gämse
Die italienischen Bestände werden heute unter dem Namen Abruzzen-Gämse (Rupicapra ornata) als eigene Art geführt.

## Lebensweise
Diese Tiere sind geschickte Kletterer, die im Sommer in höher gelegene Regionen hinaufsteigen, im Winter aber tiefere Gebiete aufsuchen. Die Weibchen leben mit den Jungtieren in Gruppen, während die Männchen die meiste Zeit des Jahres einzelgängerisch leben. Nach einer rund 170-tägigen Tragzeit bringt das Weibchen im Frühling meist ein einzelnes Jungtier zur Welt, Zwillinge und Drillinge sind selten.
Es sind Pflanzenfresser, die sich je nach Jahreszeit von Kräutern, Gräsern, Moosen, Flechten und anderen Pflanzen ernähren.

## Pyrenäen-Gämsen und Menschen
Die Bestände wurden durch die Bejagung stark dezimiert, hinzu kommt der Verlust des Lebensraums. Die Population wird auf rund 35.000 Tiere geschätzt. Die IUCN listet die Art als nicht gefährdet.

## Trivia
Seit 2014 ist die Pyrenäen-Gams auf den 1- bis 5-Centmünzen Andorras zu sehen.